# Kommando Informationstechnik-Services der Bundeswehr
Das Kommando Informationstechnik-Services der Bundeswehr (KdoIT-SBw) ist eine am 1. April 2023 aufgestellte militärische Dienststelle der Bundeswehr mit etwa 770 Beschäftigten im Organisationsbereich Cyber- und Informationsraum mit Standort in Rheinbach in der Tomburg-Kaserne. Erster Kommandeur ist Brigadegeneral Jörg Rüter. Mit dem unterstellten Bereich umfasst das Kommando etwa 5900 Soldaten und zivile Angehörige der Bundeswehr.

## Auftrag
Auftrag des Kommandos ist es, Einsatz und Betrieb des Informationstechnik-Systems Bundeswehr wahrzunehmen.

## Geschichte
Das Kommando wurde im Zuge der Reform des Organisationsbereichs Cyber- und Informationsraum CIR 2.0 aufgestellt. Der Aufstellungsappell fand am 29. März 2023 statt. Offizielles Gründungsdatum war hingegen der 1. April 2023. Dem Kommando wurden zahlreiche Dienststellen unterstellt, die bislang vom im Zuge der Reform aufgelösten Kommando Informationstechnik der Bundeswehr geführt wurden.

## Nachgeordneter Bereich
Dem Kommando sind folgende Dienststellen unterstellt:
- Informationstechnikbataillon 281 (ITBtl 281) in Gerolstein
- Informationstechnikbataillon 282 (ITBtl 282) in Kastellaun
- Informationstechnikbataillon 292 (ITBtl 292) in Dillingen an der Donau
- Informationstechnikbataillon 293 (ITBtl 293) in Murnau am Staffelsee
- Informationstechnikbataillon 381 (ITBtl 381) in Storkow (Mark)
- Informationstechnikbataillon 383 (ITBtl 383) in Erfurt
- Dienstältester Deutscher Offizier/Deutscher Anteil 1st NATO Signal Battalion (DDO/DtA 1st NSB) in Wesel

## Kommandeure
| Nr. | Dienstgrad     | Name       | Beginn der Berufung | Ende der Berufung |
| --- | -------------- | ---------- | ------------------- | ----------------- |
| 1   | Brigadegeneral | Jörg Rüter | 1. Apr. 2023        | –                 |